# Крассула Стрея
Крассула Стрея (лат. Crassula streyi) — вид суккулентных растений рода Толстянка (Crassula) семейства Толстянковые (Crassulaceae), естественно произрастающий на территории Квазулу-Натал в Южно-Африканской Республики.

## Название
Родовое латинское название Crassula происходит от латинского слова crassus, — «толстый», в основном из-за присутствия у растений этого рода сочных листьев.
Видовой эпитет streyi дан в честь Рудольфа Стрея (Rudolf G. Strey), немецкого фермера и ботаника из ЮАР.

## Ботаническое описание

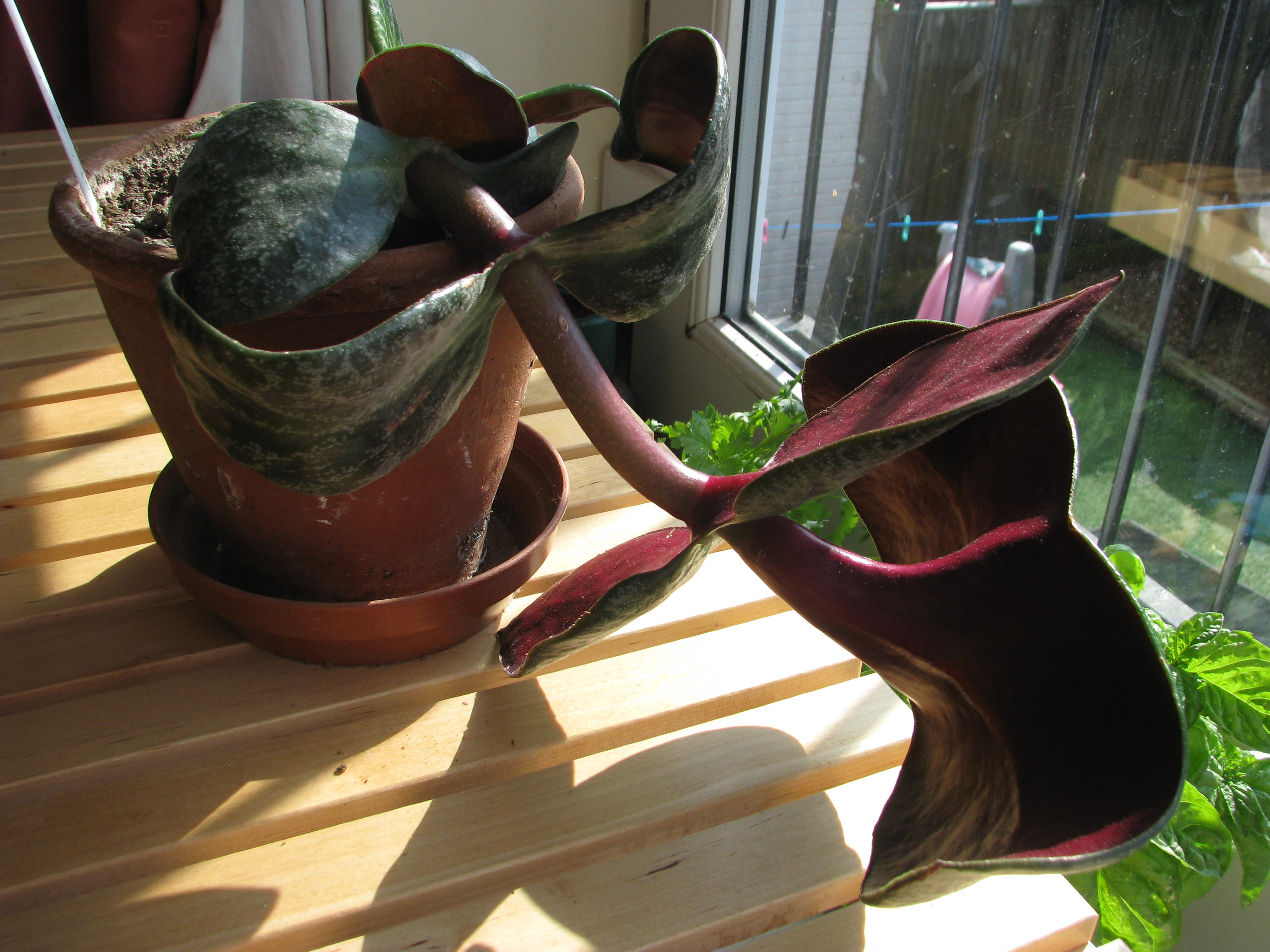
В горшке

Многолетнее суккулентное растение высотой от 20 до 35 см, которое может быть как полегающим, так и прямостоячим. Корневая система мочковатая. Побеги имеют диаметр 5–10 мм. Листья широкоэллиптической формы, тёмно-зеленые, сидячие, размером 4–6,5 x 2,5–4 см, с темно-пурпурной нижней поверхностью. Края листьев цельные или почти зубчатые, слегка закрученные, с острым или заостренным кончиком.
Соцветие — восходящие рыхлые тирсы округлой формы с несколькими дихазиями; цветоножка длиной до 8 см. Цветки: чашелистики линейно-треугольные, длиной до 2 мм; венчик 4- или 5-членный, звездчатый, диаметром до 10 мм; лепестки ланцетные, сросшиеся у основания, размером до 4,5 x 2 мм, желтовато-зеленые; пыльники жёлтые.

## Таксономия
Crassula streyi Toelken, первое упоминание в Fl. Pl. Africa 42: t. 1672 (1973).

### Синонимы
- Septimia streyi (Toelken) P.V.Heath